# Yonne
Yonne je francouzský departement ležící v regionu Burgundsko-Franche-Comté. Pojmenovaný je podle řeky Yonne. Hlavní město je Auxerre.

## Arrondisementy
- Auxerre
- Avallon
- Sens

## Okolní departementy
| Růžice kompasu | Seine-et-Marne |        | Aube      | Růžice kompasu |
| Růžice kompasu | Loiret         | Sever  |           | Růžice kompasu |
| Růžice kompasu | Loiret         | Yonne  |           | Růžice kompasu |
| Růžice kompasu | Loiret         | Jih    |           | Růžice kompasu |
| Růžice kompasu |                | Nièvre | Côte-d'Or | Růžice kompasu |